# غراهام ألين
غراهام ألين (بالإنجليزية: Graham Allen)‏ (8 أبريل 1977 ببولتن في المملكة المتحدة - ) هو لاعب كرة قدم بريطاني في مركز الدفاع. لعب مع روشدين ودايموندز ونادي إيفرتون ونادي ترانمير روفرز لكرة القدم ونادي تشستر سيتي ونادي برادفورد بارك أفنيو.

## وصلات خارجية
- غراهام ألين على موقع قاعدة بيانات كرة القدم.إي يو (الإنجليزية)
- غراهام ألين على موقع Soccerbase.com (لاعب) (الإنجليزية)
- غراهام ألين على موقع عالم كرة القدم.نت (الإنجليزية)